# Vasaskolan, Hedemora
Vasaskolan  är en byggnad i kvarteret Braxen i Hedemora, Dalarnas län. Skolan som numera rymmer ett högstadium, är byggd i två omgångar. Under 1914–1915 byggdes Läroverket upp efter ritningar av Georg A. Nilsson och 1967–1969 byggdes en nyare del efter ritningar av Julius Järnåker. Vägg i vägg ligger Martin Koch-gymnasiet, uppkallat efter arbetarförfattaren Martin Koch.

## Bakgrund
Hedemora (högre allmänna) läroverk har sitt ursprung i en samskola som startade 1894. Realskoleklass infördes 1907, vilken gjorde utrymmet trångt i skolan. 1912 började stadsfullmäktige planera en ny skolbyggnad, och 10 juli 1913 antogs ritningen av Georg A. Nilsson. 1 februari 1916 invigdes så den nya byggnaden. 

## Byggnaderna
Läroverket är uppfört i så kallad Vasastil, inspirerad av nationalromantiken. Det är byggt i tegel i tre våningar på en sockel av granit. Sadeltaken är branta och täcks av enkupigt rött taktegel. Den nyare delen är även den byggd av tegel, med ett platt svart plåttak.

## Galleri

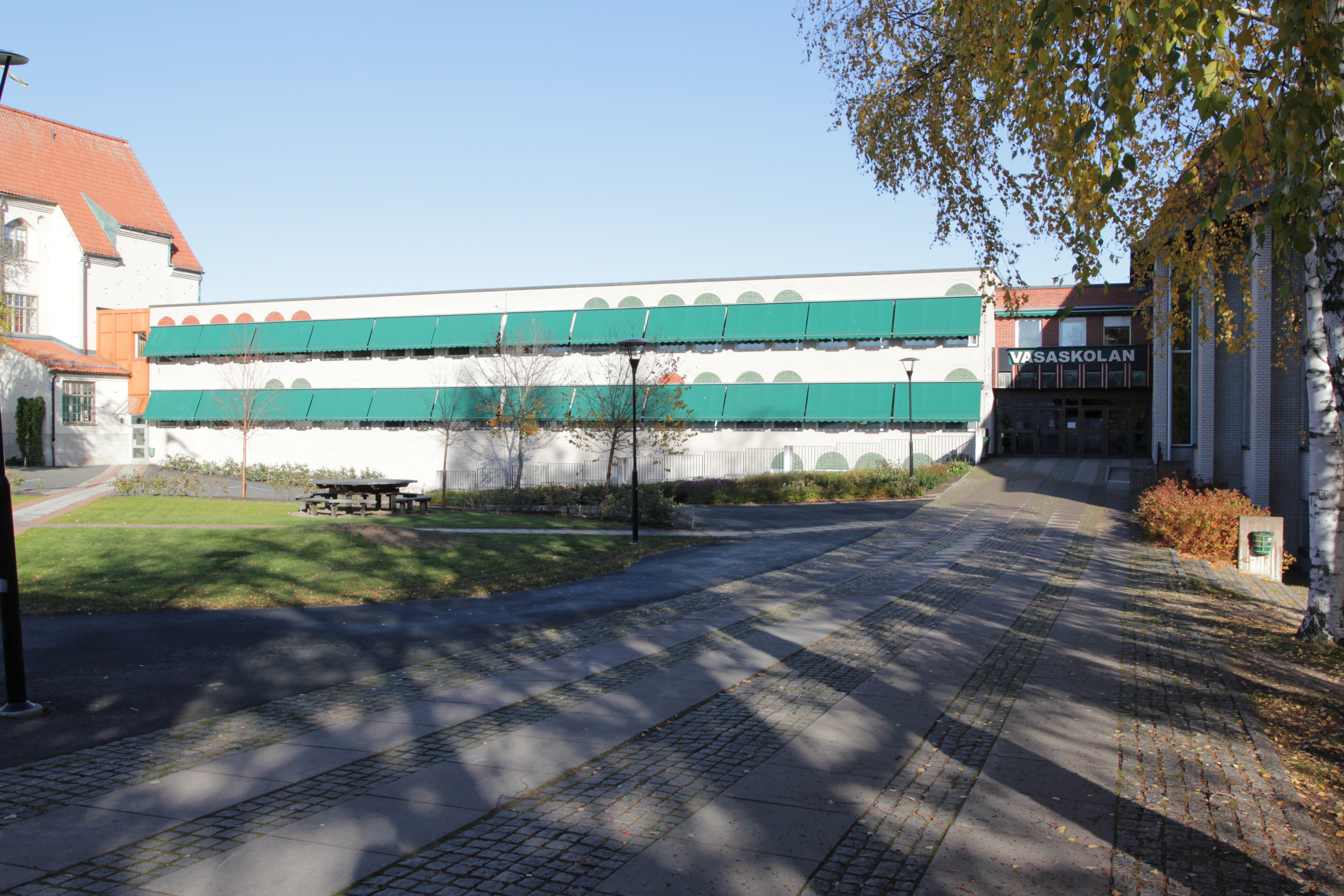
Delen från 1967–1969, med huvudentrén t.h.
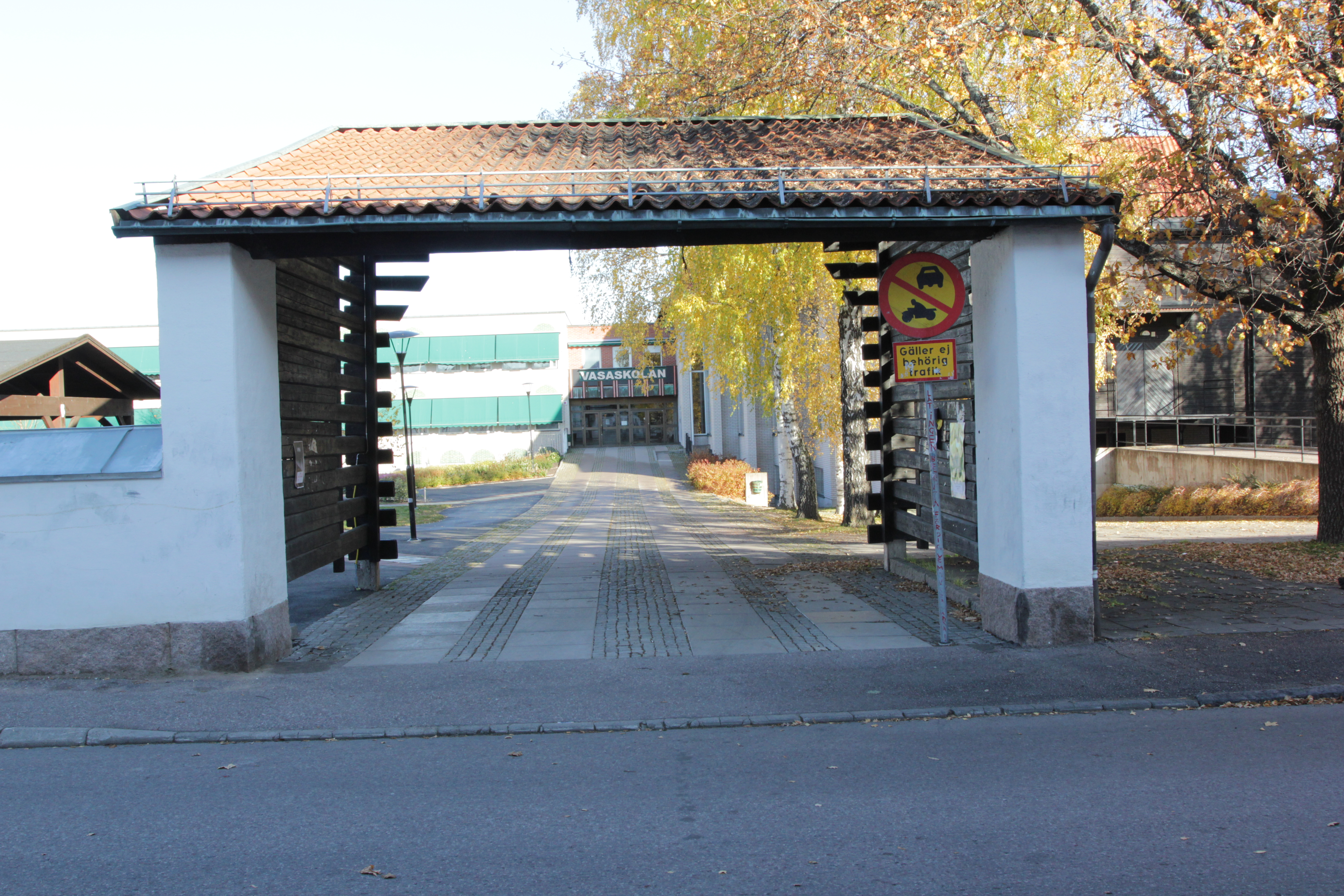
Entréportal från Kyrkogatan
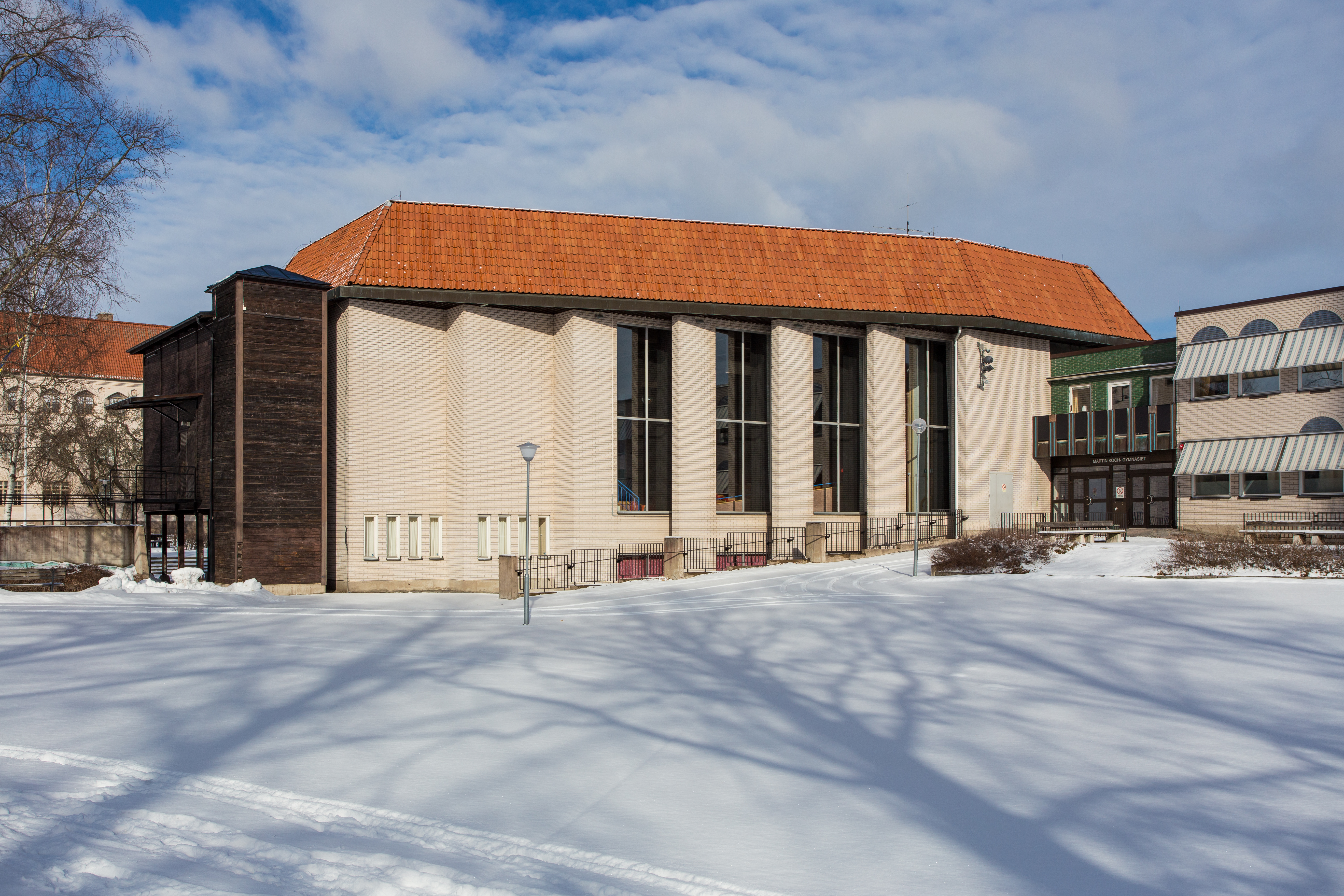
Aulan, vilken delas med Martin Koch-gymnasiet

### Fotnoter
1. 1 2 3  Olsson, Daniels Sven (1980). Bebyggelse i Hedemora stad: kulturhistorisk miljöanalys. Dalarnas museums serie av rapporter, 0348-2863 ; 11. Falun: Dalarnas mus. sid. 61. Libris 7748551. ISBN 91-85378-31-3